# Football en Finlande

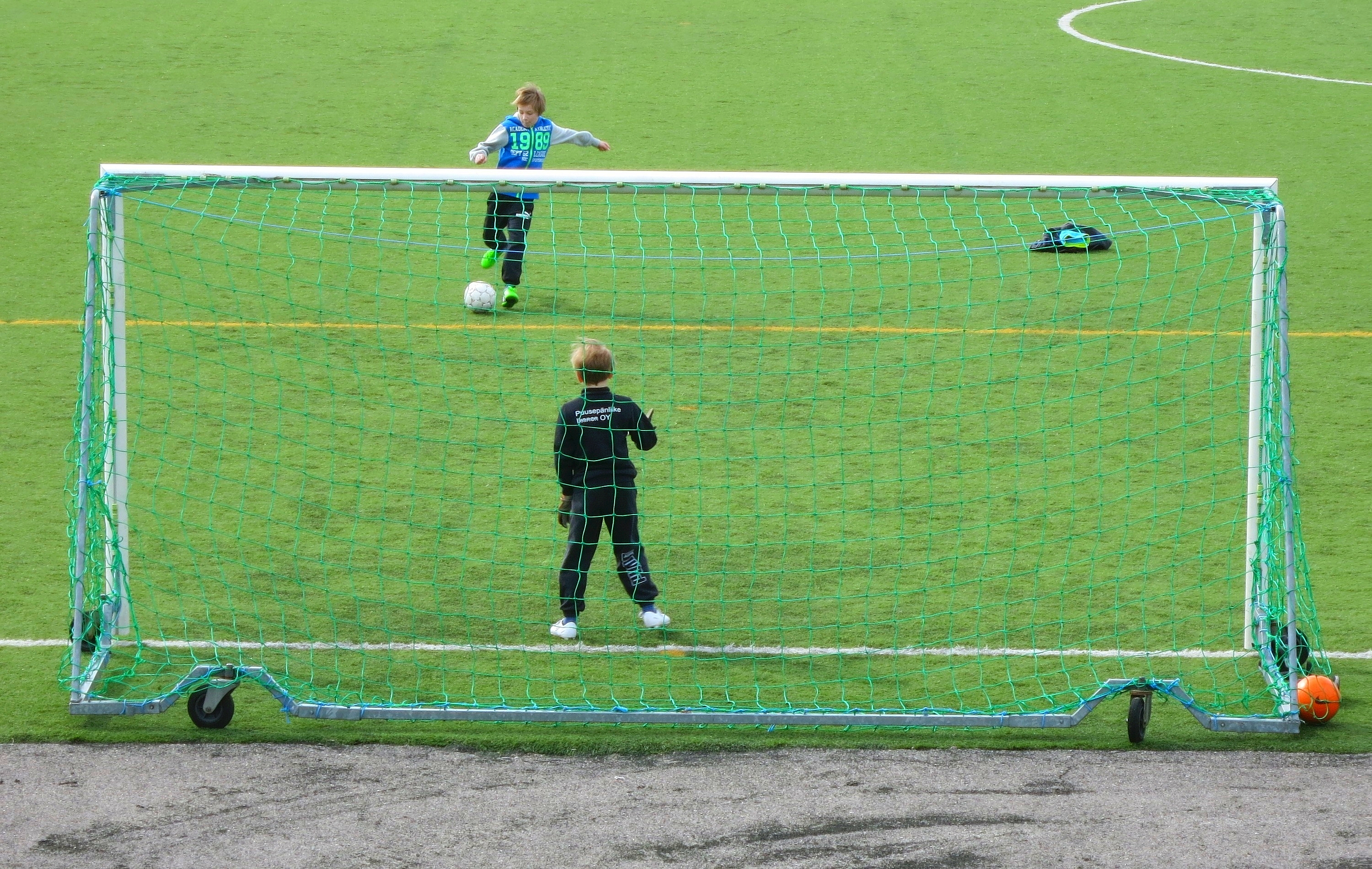
Jeunes joueurs de football en Finlande.

Le football en Finlande est géré par la Fédération de Finlande de football (finnois : Suomen Palloliitto) fondée en 1907.

## Histoire
Le football apparaît en Finlande à la fin du XIXe siècle avec les marchands britanniques et un premier championnat s'ébauche en 1905, à l'époque où le pays est une composante de l'Empire russe. L'association finlandaise de football se crée en 1907 et rejoint la FIFA en 1908 mais le développement du sport est ralenti par la forte ruralité du pays, où les sports individuels comme l'athlétisme ou le ski occupent une place prépondérante. Le premier match international intervient en 1911 avec une défaite 5-2 contre la Suède mais le football connaît une stagnation après la guerre civile finlandaise, tandis que le pesäpallo, un sport local, est élevé au rang de sport national. À partir des années 1970, les infrastructures s'améliorent avec la construction de terrains couverts pour accroître la pratique du football lors du long hiver finlandais,. 
Historiquement, la place du football en Finlande est moins importante qu'ailleurs en Europe. Du fait des conditions hivernales, c'est le hockey sur glace qui est le sport le plus suivi du pays, avec des résultats notables, même si le football est celui avec le plus de licenciés. Depuis quelques années, le football connaît un développement plus important, du fait d'une progression régulière de son équipe nationale, qui s'est qualifiée pour la première pour une compétition internationale lors de l'Euro 2020, engendrant une certaine ferveur populaire. Auparavant, la sélection avait été à plusieurs reprises proches d'une qualification, sans jamais y parvenir. En parallèle, le pays a formé plusieurs joueurs de dimension internationale, comme Jari Litmanen ou Sami Hyypiä, malgré la faible qualité du championnant local, qui demeure peu professionalisé et avec des droits de diffusion très faibles. Seul le HJK Helsinki est parvenu à jouer la phase de groupes de la Ligue des champions de football, en 1998-1999. 
Le football féminin, comme ailleurs en Scandinavie, est plutôt bien implanté, avec une participation à l'Euro 2013.

## Organisation
Le football finlandais est organisé selon un système pyramidal qui regroupe les différents championnats finlandais. Les championnats des trois premiers niveaux de la hiérarchie sont gérés directement par la fédération finlandaise. Les divisions de rang inférieur sont organisées par les sections régionales de la fédération.
Les clubs participant à un championnat peuvent monter dans le championnat directement supérieur ou être relégués dans la division inférieure en fonction de leur classement.

### Organisation
| Hiérarchie  | Championnat                    | Type de compétition                                    | Participants                     |
| ----------- | ------------------------------ | ------------------------------------------------------ | -------------------------------- |
| Niveau I    | Veikkausliiga                  | Compétition nationale                                  | 14 clubs                         |
| Niveau II   | Ykkönen (« Division 1 »)       | Compétition nationale                                  | 14 clubs                         |
| Niveau III  | Kakkonen (en) (« Division 2 ») | Compétition nationale                                  | 3 groupes de 14 clubs            |
| Niveau IV   | Kolmonen (en) (« Division 3 ») | Compétition régionale                                  | 117 clubs répartis en 10 groupes |
| Niveau V    | Nelonen (en) (« Division 4 »)  | Compétition régionale                                  | 162 clubs répartis en 15 groupes |
| Niveau VI   | Vitonen (en) (« Division 5 »)  | Compétition régionale                                  | 218 clubs                        |
| Niveau VII  | Kutonen (en) (« Division 6 »)  | Compétition régionale                                  | 234 clubs                        |
| Niveau VIII | Seiska (en) (« Division 7 »)   | Compétition régionale du district d'Helsinki (Uusimaa) | 37 clubs répartis en 3 groupes   |

| Hiérarchie  | Championnat                      | Type de compétition                                    | Participants                     |
| ----------- | -------------------------------- | ------------------------------------------------------ | -------------------------------- |
| Niveau I    | Veikkausliiga                    | Compétition nationale                                  | 12 clubs                         |
| Niveau II   | Ykkösliigan (« Première Ligue ») | Compétition nationale                                  | 10 clubs                         |
| Niveau II   | Ykkönen (« Division 1 »)         | Compétition nationale                                  | 12 clubs                         |
| Niveau III  | Kakkonen (en) (« Division 2 »)   | Compétition nationale                                  | 3 groupes de 14 clubs            |
| Niveau V    | Kolmonen (en) (« Division 3 »)   | Compétition régionale                                  | 117 clubs répartis en 10 groupes |
| Niveau VI   | Nelonen (en) (« Division 4 »)    | Compétition régionale                                  | 162 clubs répartis en 15 groupes |
| Niveau VII  | Vitonen (en) (« Division 5 »)    | Compétition régionale                                  | 218 clubs                        |
| Niveau VIII | Kutonen (en) (« Division 6 »)    | Compétition régionale                                  | 234 clubs                        |
| Niveau IX   | Seiska (en) (« Division 7 »)     | Compétition régionale du district d'Helsinki (Uusimaa) | 37 clubs répartis en 3 groupes   |

### Évolution de l'organisation
| De   | À    | Niveau I                | Niveau II                        | Niveau III                     | Niveau IV                      | Niveau V                       |
| ---- | ---- | ----------------------- | -------------------------------- | ------------------------------ | ------------------------------ | ------------------------------ |
| 1908 | 1929 | Championnat             |                                  |                                |                                |                                |
| 1930 | 1934 | Mestaruussarja (8 à 12) | Qualification pour la D1         |                                |                                |                                |
| 1935 | 1972 | Mestaruussarja (8 à 12) | Kakkonen (en) (« Division 2 »)   |                                |                                |                                |
| 1973 | 1989 | Mestaruussarja (8 à 12) | Ykkönen (« Division 1 »)         | Kakkonen (en) (« Division 2 ») | Kolmonen (en) (« Division 3 ») |                                |
| 1990 | 2023 | Veikkausliiga (10 à 14) | Ykkönen (« Division 1 »)         | Kakkonen (en) (« Division 2 ») | Kolmonen (en) (« Division 3 ») |                                |
| 2024 |      | Veikkausliiga           | Ykkösliigan (« Première Ligue ») | Ykkönen (« Division 1 »)       | Kakkonen (en) (« Division 2 ») | Kolmonen (en) (« Division 3 ») |

- Compétition nationale
- Compétition régionale